# Dietrich Homberger
Dietrich Homberger (* 4. Juni 1940 in Dortmund; † 30. März 2017 in Dortmund) war ein deutscher Germanist, Linguist und Hochschullehrer.

## Leben und Wirken
Nach seiner Reifeprüfung 1964 in Dortmund studierte Dietrich Homberger Germanistik und Anglistik, von 1964 bis 1965 an der Universität München und von 1965 bis 1969 an der Ruhr-Universität Bochum. Die beiden Staatsexamen für den höheren Schuldienst legte er 1969 bzw. 1970 in Bochum ab. Seine Promotion zum Dr. phil. mit einer Dissertation über "Gawein. Untersuchungen zur mittelhochdeutschen Artusepik" erfolgte 1970 an der Universität Bochum bei Siegfried Grosse. Seit 1970 arbeitete Homberger als Gymnasiallehrer in Dortmund und war dort außerdem im Bereich der Lehrerbildung tätig. Von 1972 bis 1976 war er als Studienrat im Hochschuldienst tätig. 1992 habilitierte er sich an der Universität Bochum und lehrte dort als Privatdozent bzw. als außerplanmäßiger Professor. 2004 trat er in den Ruhestand.
Zu seinen Veröffentlichungen gehören einige umfangreiche Lexika zur Sprachwissenschaft, zum Deutschunterricht und zur Schulpraxis.

## Veröffentlichungen (Auswahl)
- Linguistische Übungsformen. Ein Kurs im Deutschunterricht auf der Oberstufe. Klett, Stuttgart 1972.
- Linguistik in der Schule. Diesterweg, Frankfurt/M. 1973, ISBN 3-425-01632-6.
- (mit Rainer Madsen): Triviale Literatur.  Herstellung, Werkstruktur und literarischer Wert. Diesterweg, Frankfurt/M. 1984, ISBN 3-425-01076-X.
- (mit Rainer Madsen): Rechtschreibung und Zeichensetzung. Wiederholen – lernen – üben. Diesterweg, Frankfurt/M. 1986, ISBN 3-425-01077-8.
- (mit Rainer Madsen): Gerhart Hauptmann: Bahnwärter Thiel. Exemplarische Lektüre einer Ganzschrift. Diesterweg, Frankfurt/M. 1987, ISBN 3-425-01085-9.
- (mit Rainer Madsen): Übungen zur deutschen Grammatik. Ein Lehr- und Arbeitsbuch mit Lösungen. Diesterweg, Frankfurt/M. 1988, ISBN 3-425-01073-5.
- (mit Rainer Madsen): Grammatik und Sprachlehre. Lernen – wiederholen – festigen. Diesterweg, Frankfurt/M. 1988, ISBN 3-425-01078-6.
- Deutsche Schulgrammatik. Diesterweg, Frankfurt/M. 1989, ISBN 3-425-01070-0.
- Von Experte zu Laie. Fachsprachliche Kommunikation und Wissenstransfer. In: Gert Rickheit (Hrsg.): Dialog. Festschrift für Siegfried Grosse. Niemeyer, Tübingen 1990, S. 375–393, ISBN 3-484-10647-6.
- Sachwörterbuch zur deutschen Sprache und Grammatik. Diesterweg, Frankfurt/M. 1989, ISBN 3-425-01074-3.
- Männersprache – Frauensprache. Ein Problem der Sprachkultur? In: Muttersprache, Bd. 103 (1993), S. 89–112.
- Das Prädikat im Deutschen. Linguistische Terminologie in Sprachwissenschaft und Sprachdidaktik. Westdeutscher Verlag, Opladen 1993, ISBN 3-531-12455-2 (= Habilitationsschrift Universität Bochum).
- Sachwörterbuch zur Sprachwissenschaft. Reclam, Stuttgart 2000, ISBN 3-15-010471-8 (666 S.).
- Grammatik für den Deutschunterricht. Klett, Stuttgart 2001, ISBN 3-12-313951-4.
- Lexikon Deutschunterricht. Sprache – Literatur – Didaktik und Methodik. Klett, Stuttgart 2002, ISBN 3-12-924429-8 (677 S.)
- Lexikon Schulpraxis. Theorie- und Handlungswissen für Ausbildung und Unterricht. Schneider-Verl. Hohengehren, Baltmannsweiler 2003, ISBN 3-89676-685-6 (2. Aufl. 2005).
- Lexikon Deutschunterricht. Fachwissen für Studium und Schule. Schneider-Verl. Hohengehren, Baltmannsweiler 2009, ISBN 978-3-8340-0643-1 (2. Aufl. 2013).